# Ендрю Геммелл
Ендрю Геммелл (англ. Andrew Gemmell, 20 лютого 1991) — американський плавець.
Учасник Олімпійських Ігор 2012 року.
Чемпіон світу з водних видів спорту 2011 року, призер 2009 року.
Переможець Пантихоокеанського чемпіонату з плавання 2014 року.
Призер Панамериканських ігор 2015 року.